# Marchetto de Pàdua
Marchetto de Pàdua (Marchettus de Padua o Marchetto de Padova) (1274?; floruit 1305 - 1319), era un teòric de la música i compositor italià de finals de l'edat mitjana. Les seves innovacions a la notació de valors de temps van ser fonamentals per a la música de l'ars nova italià, el trecento, igual que el va ser el seu treball de definir els modes musicals i perfeccionar l'afinació. A més a més, va ser el primer teòric de música en parlar del cromatisme.

## Vida
El més probable és que naixés a Pàdua. Se'n sap molt poc sobre la seva vida, però hi ha registres que confirmen que va ser professor de música dels nens del cor a la catedral de Pàdua el 1305 i 1306. Va deixar Pàdua en 1308 per treballar en altres ciutats del Vèneto i la Romanya. Els seus dos tractats principals van ser escrits entre 1317 i 1319, poc abans que Philippe de Vitry creés el seu tractat Ars nova (c. 1322), que va donar nom a la música d'aquest període. Marchetto indica als propis tractats que van ser escrits per ell a Cesena i Verona. No hi ha cap més document fiable sobre la seva vida, encara que la seva fama era evidentment estesa i el seu treball va tenir gran influència més tard al segle xiv.

## Obra
Marchetto va publicar dos tractats principals: Lucidarium in arte musicae planae (probablement el 1317-1318) i Pomerium in arte musicae mensuratae (probablement el 1318). També va publicar una versió resumida del Pomerium amb el nom de Brevis compilatio, però es desconeix la data en laque ho va escriure.
La datació precisa dels seus treballs ha estat important per a la musicologia a causa de la controvèrsia sobre si Marchetto era sota la influència de les innovacions del ars nova francès, tal com havien estat escrites per Philippe de Vitry i Johannes de Muris a la dècada de 1320; o bé si la influència va seguir el camí invers. El treball de Marchetto segurament fos el primer en el temps, encara que ell coneixia perfectament la pràctica francesa que, com la major part d'innovacions musicals anteriors al segle xx, només passaven a ser discutides als documents anys després que les mencionades innovacions musicals es donessin en la pràctica. Tots els tractats excepte la versió condensada es troben en un marc fortament escolàstic i eren gairebé segurament col·leccions d'ensenyances orals.

### Com a compositor
Solament tres motets han estat atribuïts amb certesa a Marchetto, un d'ells perquè el seu nom apareix en forma d'acròstic en el text d'una de les veus (Ave regina celorum / Mater innocencie). Basat en un altre acròstic al mateix motet, sembla que va ser compost per dedicar-ho a la Capella dels Scrovegni també coneguda com la Capella de la Sorra, a Pàdua el 25 de març de 1305.